# Mandorlă

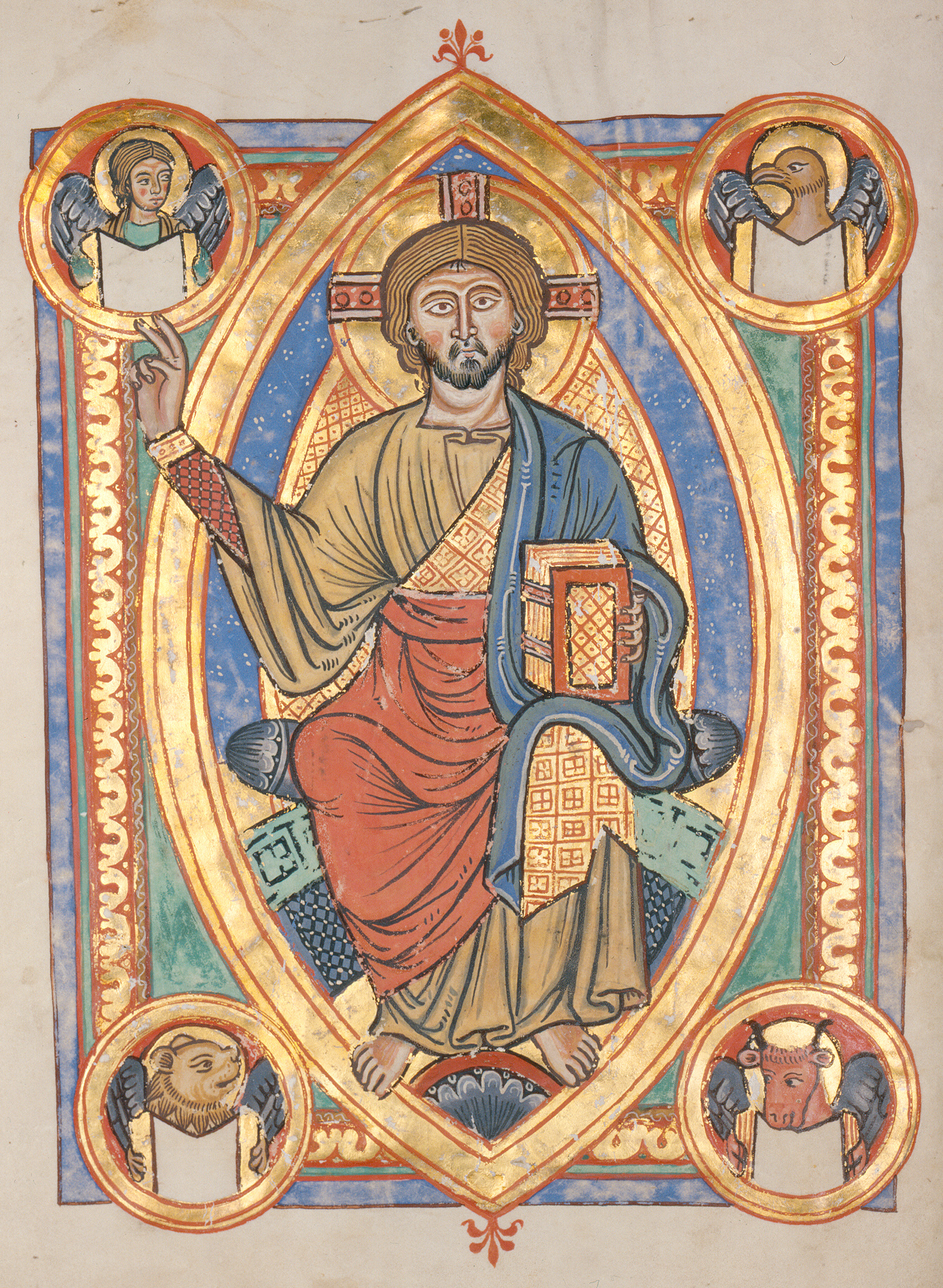
Iisus Hristos în mandorlă, manuscris medieval

Mandorla (din italiană mandorla) este o aureolă în formă de migdal, care cuprinde întregul corp al lui Iisus Hristos sau al Fecioarei Maria cu pruncul Iisus în brațe, în arta creștină.
În icoanele Bisericii Ortodoxe Răsăritene, mandorla este folosită pentru a descrie momente sacre care „depășesc timpul și spațiul”, cum ar fi Învierea și Schimbarea la Față a lui Iisus Hristos și Adormirea Maicii Domnului. Aceste mandorle sunt adesea pictate în mai multe benzi concentrice de culoare diferită, care devin mai închise în progresie spre centrul mandorlei. Acest lucru este în concordanță cu utilizarea de către biserică a teologiei apofatice, așa cum este descrisă de Dionisie Areopagitul și alții: pe măsură ce sfințenia crește, doar întunericul crescând poate reprezenta luminozitatea și strălucirea acestuia.

## Istorie
În Mesopotamia mandorla se regăsește sub formă de raze la unele divinități mesopotamiene, precum Iștar și Marduk.  
„Noţiunea de splendoare, de lumină radiantă din corpul zeului este foarte veche în Mesopotamia(...) Această aureolă a apărut din motive mai ales de ordin astral în raport cu steaua Venus (Iștar), dar a fost utilizată și pentru reprezentarea altor figuri divine importante. De la civilizaţia mesopotamiană, aureola s-a transmis în tot vechiul Orient Apropiat şi în Iran, şi apoi în lumea elenă şi romană şi, prin aceasta, în arta paleocreştină.”—Giuseppe Furlani
Zeilor descriși în Eneida II, 616; X, 634 un nimbus luminos le înconjoară capul sau întreg corpul atunci când se arată pământenilor. Forma extinsă de nimb (mandorla) se poate vedea în diverse reprezentări ale zeilor din antichitatea greco-romană, ca o sferă luminoasă sau simplu contur (fără raze) care cuprinde mai mult sau mai puțin întregul lor corp.
În budism, mandorla este semnul iluminării supranaturale de care se bucură Buddha în diversele sale înfățișări. În arta Kușan, apare ca un disc simplu sau ornat în spatele Iluminatului care stă în poziția lotusului. În arta chineză, mandorla se alungește căpătând forma unei flăcări sau potcoave. Se remarcă sculptura în bronz expusă în Muzeul Guimet din Paris care îi înfățișează pe Buddha Sakyamuni și Buddha Prabhutaratna, comunicând dincolo de cuvinte, într-un limbaj al luminii, prin aureolele care abia se ating.

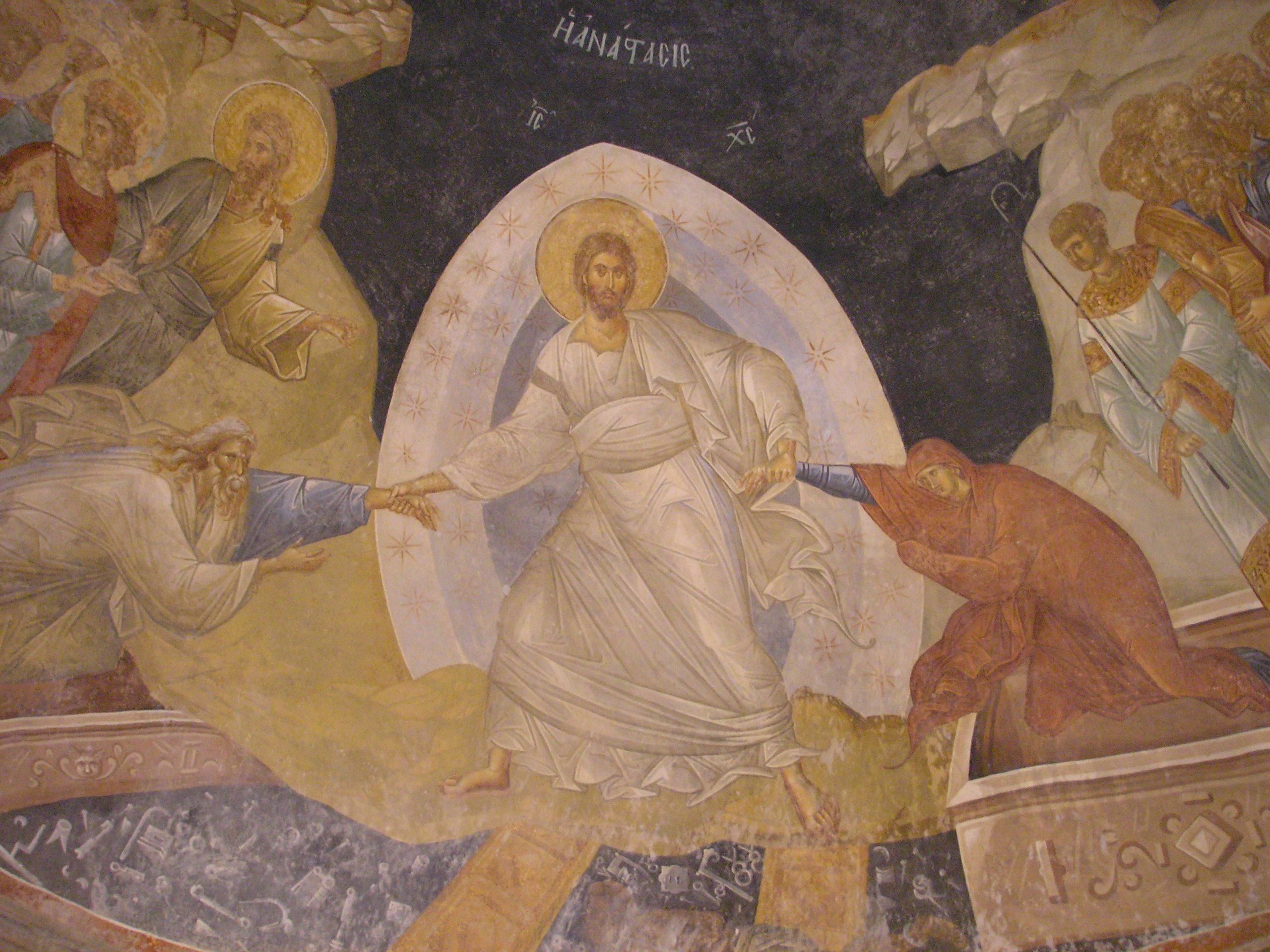
Invierea, frescă din paraclisul Bisericii Chora din Constantinopol (sec. al XIII-lea) cu Iisus Hristos în mandorlă

## Arta creștină
În creștinism mandorla e asociată imaginilor teofanice, definind puterea și slava cerească a lui Iisus Hristos care este „Lumina lumii“ (Ioan 8, 12). Mandorla este un atribut prin excelență acordat Persoanelor dumnezeiești și doar ca excepție ființelor umane îndumnezeite.
Comparativ cu arta păgână, unde mandorla precedă nimbul, cele dintâi reprezentări ale mandorlei în arta creștină apar când nimbul se constituise deja într-un limbaj comun. 

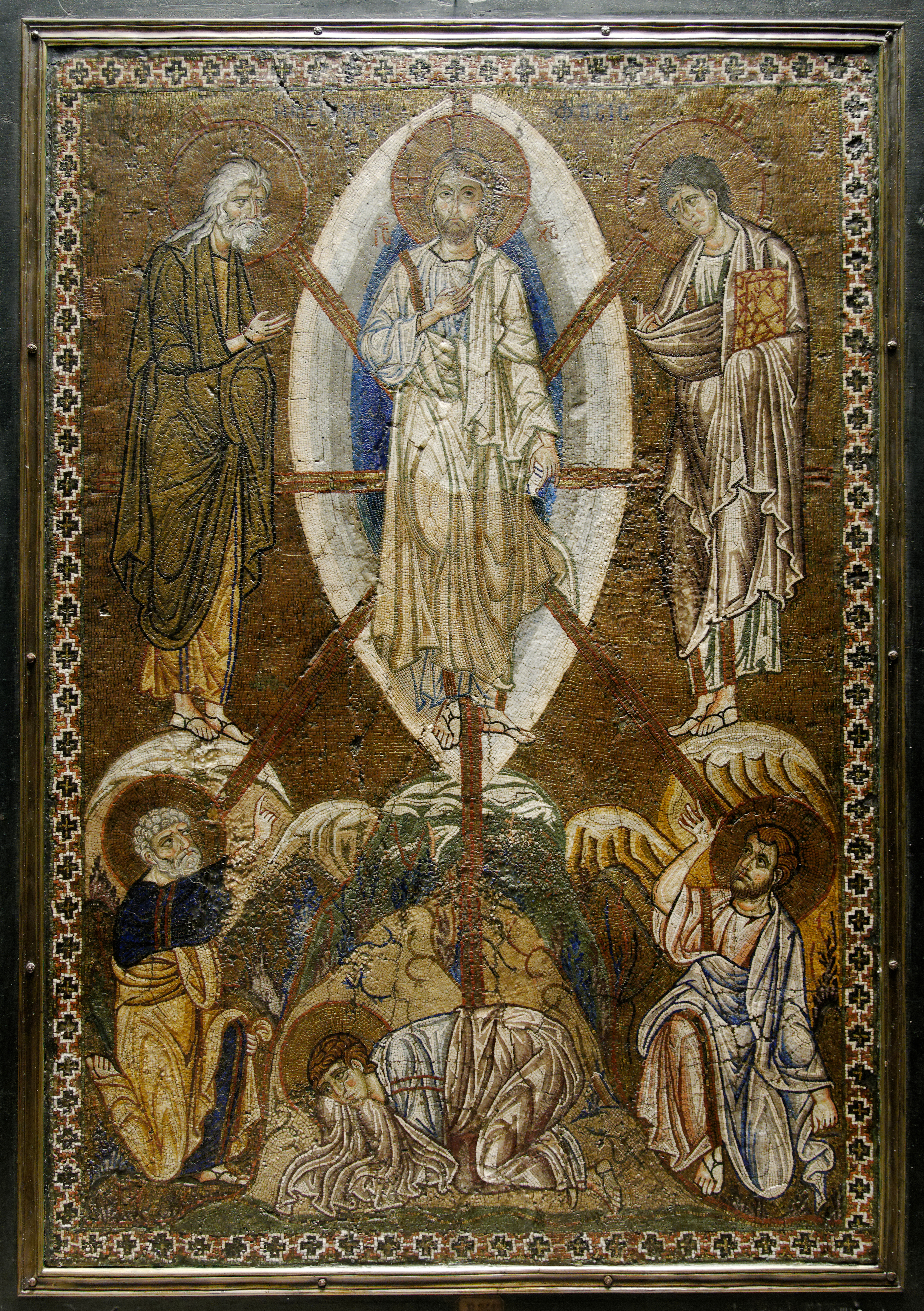
Schimbarea la Față, icoană mozaic, c. 1200 Luvru

Aceasta se poate vedea în mozaicurile din secolul al V-lea de la Bazilica Santa Maria Maggiore din Roma. Într-o scenă vechi-testamentară în care Avraam primește pe cei trei îngeri, îngerul din mijloc are în plus față de nimburile pe care le poartă toți trei, o mandorlă transparentă, cu raze oblice în interior. Deși relatarea biblică nu face vreo referire la lumina îngerilor, probabil acesta este un mod de a particulariza îngerul căruia Avraam i se adresează prin „Doamne“. Într-o altă scenă ce înfățișează revolta evreilor împotriva lui Moise, în stânga sunt cei ce aruncă cu pietre, în dreapta tabernacul, iar în centrul, Moise însoțit de două persoane, înconjurați de aceeași mandorlă transparentă, care îi cuprinde în întregime pe cei trei. Deasupra mandorlei se vede mâna simbolică a lui Dumnezeu ieșind din nori. Imaginea corespunde textului biblic: Atunci toată obștea a zis: „Să-i ucidem cu pietre!” Dar iată slava Domnului s-a arătat în nor tuturor fiilor lui Israel la cortul adunării (Num. 14, 10). Sensul mandorlei este cel de protecție divină și nu emanație luminoasă dintr-o persoană sacră, aspect ce reiese din faptul că Moise și tovarășii lui nu au nimb în jurul capului, cum au cei trei îngeri primiți de Avraam.
Aproximativ în aceeași perioadă apar reprezentări ale mandorlei și în Thessalonic (mozaicul absidal din Biserica Hosios David, sec. V-VI), Egipt, Palestina, Capadocia. Se stabilește legătura obligatorie cu Iisus Hristos, prin care s-a manifestat revelația divină deplină și se regăsește în reprezintarea vizuală artistică a marilor sărbătorilor creștine care se instituie: Schimbarea la Față, Pogorârea la iad, Înălțarea, Parusia Domnului sau Adormirea Maicii Domnului.
Hristos în slavă este o temă apărută destul de timpuriu în iconografia creștină, în care lumina dumnezeiască este exprimată prin mandorlă. În cadrul artelor plastice, acest motiv este întânit frecvent în Evul Mediu timpuriu și târziu. Domnul stă pe tronul slavei, înconjurat de cele patru ființe alegorice omul, leul, vițelul și vulturul, menționate în Isaia 6, 1-4, Iezechiel 1, 4-28 și Apocalipsă 4, 2-9. Cele mai vechi astfel de imagini se pot vedea în bisericile San Paolo fuori le Mura (Roma, secolul al V-lea), Hosios David (Thessalonic, secolul V-VI), Mănăstirea Sfântul Apollo din Bawit (secolul V-VI), Mănăstirea Sfânta Ecaterina din Sinai (sec. VI).

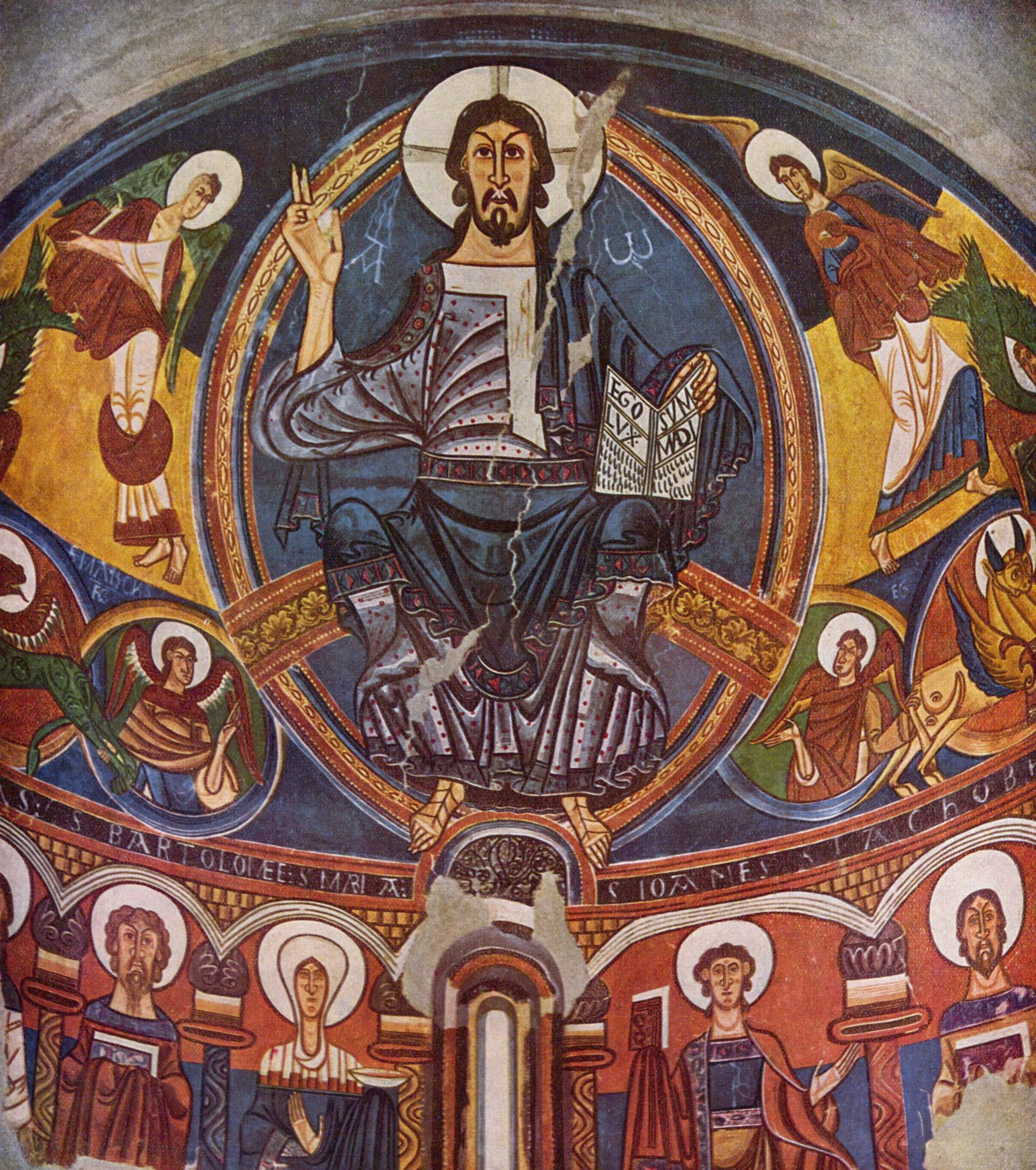
„Hristos în slavă” frescă din Biserica Sant Climent din Taüll

Inscripția biblică Ego Sum Lux Mundi (Eu sunt lumina lumii) este încorporată în designul mandorlei lui Hristos în slavă din Sant Climent de Taüll.

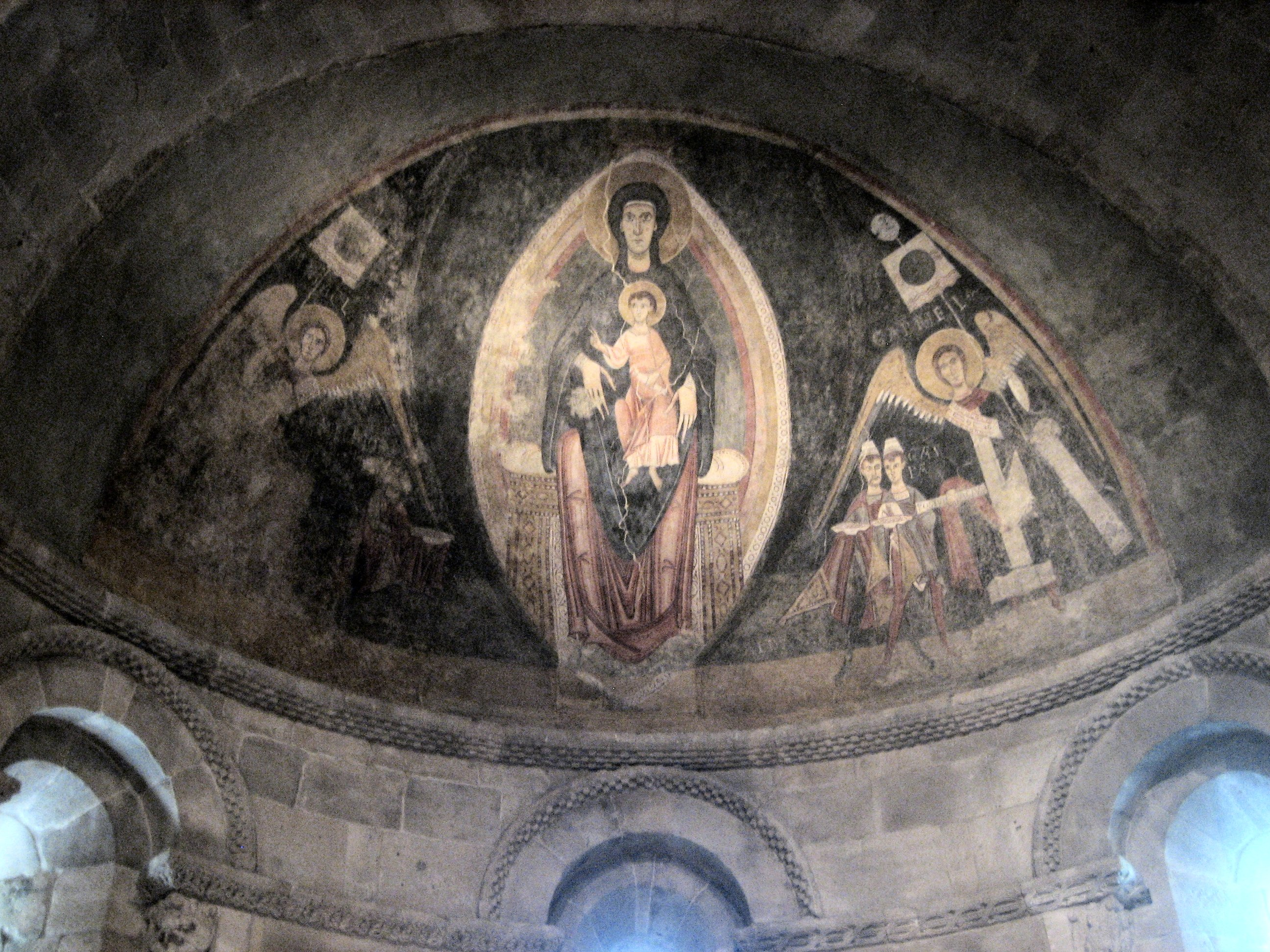
Fecioara Maria în mandorlă, adorată de Magi, frescă, biserica Santa María de Cap d'Arán de Tredós, c.1100

Mandorla, ca atribut al slavei dumnezeiești, se extinde și în iconografia Maicii Domnului, nu doar în compoziții, ci și ca scenă aparte, înfățișând-o pe Fecioara pe tron cu Pruncul în brațe. Deși iconografii știau bine că mandorla este un semn foarte precis al descoperirii dumnezeiești și îl rezervau doar divinității, în secolele V-VI, Fecioara este înfățișată pe tron și înconjurată de îngeri, fără mandorlă, pentru ca ulterior aceasta să-i fie atribuită și Fecioarei Maria ea fiind și Theotokos.

### Formă și culoare
Mandorla are o diversitate de forme find greu de catalogat: elipsă verticală, cerc, romb, stea cu șase colțuri. Cele mai răspândite tipuri sunt totuși cercul și elipsa (sau cercurile și elipsele concentrice), combinate uneori cu romburile suprapuse. Acestora li se adaugă razele - divergente, convergente sau simple linii - care indică o lumină ce iradiază din prezența divină. Forma rotundă este folosită atât pentru poziția în picioare, cât și pentru cea șezând. Mandorla circulară nu trebuie confundată cu clipeus-ul foarte răspândit în iconografia creștină, dar care este doar un simplu cadru pentru un portret.
Coloritul este la fel de variabil, cea mai frecventă fiind culoarea bleu care trimite la simbolismul cerului. Există o deschidere succesivă a culorii de la centru către periferia mandorlei, prin care se creează efectul de iradiere a luminii către privitor. Bizantinii reprezentau adesea mandorla în culorile curcubeului, care era o manifestare de lumină în sine - lumină descompusă în culoare - și simbol al slavei.

### Simbolistică
Mandorla, ca simbol, artistic a pătruns în arta creștină prin ilustrațiile subiectelor vechi-testamentare ca o adaptare grecizată în artă a termenului teofanic ebraic kabod yahveh, al cărui înțeles fundamental este „slava Domnului“ sub forma norului. Încă dintru începuturi, mandorla a reprezentat norul de lumină care înconjura o apariție divină sau care emana de la aceasta.
Forma de romburi suprapuse ar putea fi vederea unui cort privit de jos în sus. Este vorba de cerul simbolizat printr-un cort în mijlocul căruia se descoperă privitorului pământean realități dumnezeiești prin intermediului Fiului lui Dumnezeu transfigurat. Când formele se combină, se multiplică și „corturile“, adică cerurile transcendenței divine.
Mandorla reprezintă un eveniment teofanic, o revelație a realității dumnezeiești ultime, pe care arta creștină o pune în legătură cu  momente hristologice importante.
Nimbul îi diferențiază pe sfinți între oameni, mandorla îl distinge pe Dumnezeu între sfinți.